# Gonahal, Hospet
Gonahal là một làng thuộc tehsil Hospet, huyện Bellary, bang Karnataka, Ấn Độ.